# Vingåker (comune)
Vingåker è un comune svedese di 8 903 abitanti, situato nella contea di Södermanland. Il suo capoluogo è la cittadina omonima.

## Località
Nel territorio comunale sono comprese le seguenti aree urbane (tätort):
- Baggetorp (parte)
- Högsjö
- Marmorbyn
- Vingåker